# Apolysis
Apolysis är ett släkte av tvåvingar. Apolysis ingår i familjen svävflugor.

## Dottertaxa tillApolysis, i alfabetisk ordning[1]
- Apolysis acrostichalis
- Apolysis albella
- Apolysis albopilosa
- Apolysis analis
- Apolysis andalusiaca
- Apolysis anomala
- Apolysis anomalus
- Apolysis anthonoma
- Apolysis arcostichalis
- Apolysis atra
- Apolysis bicolor
- Apolysis bifaria
- Apolysis bilineata
- Apolysis bivittata
- Apolysis brachycera
- Apolysis brevirostris
- Apolysis capax
- Apolysis capicola
- Apolysis chalybea
- Apolysis cinctura
- Apolysis cinerea
- Apolysis cingulata
- Apolysis cockerelli
- Apolysis colei
- Apolysis comosa
- Apolysis corollae
- Apolysis crisis
- Apolysis disjuncta
- Apolysis dissimilis
- Apolysis distincta
- Apolysis divisus
- Apolysis dolichorostris
- Apolysis dolorosa
- Apolysis druias
- Apolysis elegans
- Apolysis eremitis
- Apolysis eremophila
- Apolysis fasciola
- Apolysis flavifemoris
- Apolysis flavipleurus
- Apolysis formosa
- Apolysis fumalis
- Apolysis fumipennis
- Apolysis funatus
- Apolysis glauca
- Apolysis gobiensis
- Apolysis hesseana
- Apolysis hirtella
- Apolysis humilis
- Apolysis instabilis
- Apolysis irwini
- Apolysis knabi
- Apolysis lactearia
- Apolysis langemarki
- Apolysis langenarki
- Apolysis lasius
- Apolysis leberi
- Apolysis linderi
- Apolysis longirostris
- Apolysis loricata
- Apolysis lugens
- Apolysis maculata
- Apolysis maherniaphila
- Apolysis major
- Apolysis marginalis
- Apolysis maskali
- Apolysis matutina
- Apolysis melanderella
- Apolysis minuscula
- Apolysis minutissima
- Apolysis mitis
- Apolysis mohavea
- Apolysis montana
- Apolysis monticola
- Apolysis montivaga
- Apolysis mus
- Apolysis namaensis
- Apolysis neuter
- Apolysis nigricans
- Apolysis obscura
- Apolysis oreophila
- Apolysis ornata
- Apolysis palpalis
- Apolysis pannea
- Apolysis parkeri
- Apolysis petiolata
- Apolysis polius
- Apolysis puberulus
- Apolysis pulchra
- Apolysis pullata
- Apolysis pusilla
- Apolysis pygmaeus
- Apolysis quebradae
- Apolysis quinquenotata
- Apolysis retrorsa
- Apolysis scapularis
- Apolysis scapulata
- Apolysis seminitens
- Apolysis setosa
- Apolysis sigma
- Apolysis sipho
- Apolysis speculifera
- Apolysis stuckenbergi
- Apolysis superbus
- Apolysis szappanosi
- Apolysis thamnophila
- Apolysis thornei
- Apolysis timberlakei
- Apolysis togata
- Apolysis tomentosa
- Apolysis trifida
- Apolysis triseritella
- Apolysis trochila
- Apolysis trochilides
- Apolysis xanthogaster
- Apolysis zaitzevi
- Apolysis zzyzxensis